# Файза Мохаммед Аль-Харафі
Файза Мохаммед Аль-Харафі (араб. فايزة الخرافي, трансліт. Fāyzah al-Kharāfī; нар. 1946) — кувейтський хімік і вчений. Вона була ректором Кувейтського університету з 1993 по 2002 рік і першою жінкою, яка очолила великий університет на Близькому Сході. Вона є віце-президентом Всесвітньої академії наук.

## Ранні роки та освіта
Файза Аль-Харафі народилася в заможній родині в Кувейті в 1946 році і вже з юних років цікавилася наукою. Вона навчалася в середній школі Аль-Меркаб. Ступінь бакалавра отримала в Університеті Айн-Шамс у Каїрі в 1967 році. Потім вона вступила до Кувейтського університету, де під час навчання в аспірантурі заснувала дослідницьку лабораторію корозії та електрохімії. В 1972 році вона отримала ступінь магістра, а в 1975 році – ступінь доктора філософії.

## Кар'єра
Аль-Харафі працювала на факультеті хімії Кувейтського університету з 1975 по 1981 рік. У 1984 році вона очолила кафедру та була деканом факультету природничих наук з 1986 по 1989 рік. Вона стала професором хімії в Кувейтському університеті в 1987 році. 5 липня 1993 року Емір Джабір аль-Ахмад аль-Джабір ас-Сабах видав указ про призначення Аль-Харафі ректором університету і вона стала першою жінкою, яка очолила великий університет на Середньому Сході. Аль-Харафі допомогла відновити Кувейтський університет після Першої війни в Перській затоці, яка закінчилася в 1991 році. Вона була ректором з 1993 по 2002 рік. В університеті навчалося понад 20 000 студентами і було 1500 співробітниками та понад 5000 працівників.
Аль-Харафі продемонструвала, що є прихильником досліджень у Кувейті. В 1986 році Аль-Харафі та її колеги дослідили та порівняли багатий розвиток наукових досліджень Кувейту в порівнянні з іншими країнами третього світу. У своїй публікації Аль-Харафі змогла продемонструвати здатність вищих навчальних закладів Кувейту брати участь у відповідних наукових дослідженнях.
Аль-Харафі вивчала вплив корозії на системи охолодження двигуна, дистиляційні установки сирої нафти, високотемпературні геотермальні розсоли та водопровідну воду. Вона також вивчала корозію в забрудненій воді та корозію металу, викликану забрудненням. Як електрохімік, вона вивчала електрохімічну поведінку металів і металевих сплавів, включаючи алюміній, мідь, платину, ніобій, ванадій, кадмій, латунь, кобальт і низьковуглецеву сталь. Вона брала участь у відкритті класу каталізаторів на основі молібдену, які покращують октанове число бензину без застосування бензенових сполук.
Вона приєдналася до правління Університету ООН у 1998 році. Після ухвалення виборчого права жінкам у Кувейті в 2005 році вона сказала, що «коли ми маємо політичні права, ми можемо висловити свою думку та проголосувати за правильну особу... Це дає нам можливість висловити свої ідеї»." У 2006 році вона допомогла заснувати Американську двомовну школу в Кувейті. Вона є віце-президентом Всесвітньої академії наук. Вона є членом багатьох правлінь, у тому числі Кувейтського фонду розвитку науки, газети Аль-Кабас, Центру природних ресурсів і навколишнього середовища Кувейту.

## Нагороди та відзнаки
Кувейтський журнал Al-Deera обрав її академічною особою 1993 року.
Британський журнал Al-Majalla обрав її жінкою року (1994-1995)
У 2005 році журнал Forbes назвав її однією зі «100 найвпливовіших жінок – жінок, на яких варто звернути увагу на Близькому Сході».
У 2006 році вона отримала Кувейтську премію з прикладних наук.
Нагорода «Жінки Перської затоки – особистість року 2008» від Асоціації жінок і сімей Перської затоки, пов’язаної з Радою міжнародних відносин Перської затоки.
У 2011 році вона отримала премію Премію L'Oréal — ЮНЕСКО «Для жінок у науці» за її роботу з корозії.

## Особисте життя
Аль-Харафі одружена з Алі Мохаммедом Таніаном Аль-Ганімом і має п'ятьох синів і десятьох онуків. З її синів Марзук Аль-Ганім є нинішнім спікером Національної асамблеї Кувейту. Її брати — Джассем Аль-Харафі, колишній спікер Національної асамблеї Кувейту, і покійний Насер Аль-Харафі. Вона призначена сім'єю головою і президентом компанії M.A. Kharafi & Sons.

## Вибрані публікації
- Al-Kharafi, Faiza (1983). Al Saratan Aw Al Khelyat Al Moutamarida [Cancer or Rebellious Cells].
- Al-Kharafi, Faiza (1986). Al Hareb Al Kimaeya [Chemical War].
- Abdullah, Aboubakr M.; Al-Kharafi, Faiza M.; Ateya, Badr G. (May 2006). Intergranular corrosion of copper in the presence of benzotriazole. Scripta Materialia. 54 (9): 1673—1677. doi:10.1016/j.scriptamat.2006.01.014.
- Makhseed, Saad; Al-Kharafi, Faiza; Samuel, Jacob; Ateya, Badr (25 квітня 2009). Catalytic oxidation of sulphide ions using a novel microporous cobalt phthalocyanine network polymer in aqueous solution. Catalysis Communications. 10 (9): 1284—1287. doi:10.1016/j.catcom.2009.01.034.